# Subunitat alfa de l'hemoglobina
La subunitat alfa de l'hemoglobina (subunitat α de l'hemoglobina, globina alfa) és una  globina (un tipus de metal·loproteïna) de l'hemoglobina que en els humans està codificada pel gen HBA1.

## Importància clínica
Les talassèmies alfa resulten de delecions de cadascun dels gens alfa, així com delecions tant de HBA2 com de HBA1; també s'han reportat algunes talassèmies alfa sense delecions.